# Danis Civil
Danis Civil, também conhecido como Dany Dann (3 de maio de 1988), é um breakdancer francês.

## Carreira
Dany Dann começou a dançar break aos 15 anos em Saint-Laurent-du-Maroni, na Guiana Francesa. Em 2022, sagrou-se campeão francês de breaking em Bordeaux, quinto nos Jogos Mundiais e depois conquistou a medalha de ouro no Campeonato Europeu em Manchester.
Conquistou a medalha de ouro nos Jogos Europeus de 2023, classificando-se assim diretamente para os Jogos Olímpicos de 2024. Em 10 de agosto de 2024, conquistou a medalha de prata nas Olimpíadas, em Paris, no evento B-Boys, perdendo na final para o canadense Philip Kim.